# Тихоокеанска плоча
'Тихоокеанска или Пацифичка плоча је подводна тектонска плоча која лежи покривена Великим тихим океаном. Она је једна од осам главних тектонских плоча.
Њена североисточна страна је дивергентна граница са плочама Експлорер, Хуан де Фука и Горда, и формира Експлорер гребен, Хуан де Фука гребен и Горда гребен. Средином источне стране је трансформна граница са Северноамеричком плочом дуж раседа Сан Андреас и граница са Кокос плочом. Југоисточна страна је дивергентна граница са Наска плочом која формира Источнопацифички гребен.
Јужна страна Тихоокеанске плоче је дивергентна граница са Антарктичком плочом, пацифичко-антарктички гребен.
На западу, плоча се граничи са Охотском плочом формирајући Курилско-камчатски и Јапански ров, Филипинском плочом са којом формира дивергентну границу. Од ње се раздваја и ствара Маријанску потолину (Маријански ров), а са Каролинином плочом формира трансформну границу, и са Северном Бизмарковом плочом ствара зону колизије.
На југозападу је сложена конвергентна граница са Аустралијском плочом, под коју се субдукује северно од Новог Зеланда.
Северном страном је конвергентна граница којом се Тихоокеанска плоча субдукује под Северноамеричку плочу, и формира Алеутску потолину.
Тихоокеанска (Пацифичка) плоча је позната по Ватреном појасу пацифика. То је појас вулкана и трусних подручја која се налазе по ободима ове плоче. На овом појасу се налази 40% свих активних вулкана.